# Turretia
Turretia is een monotypisch geslacht van spinnen uit de  familie van de Orsolobidae.

## Soort
- Turretia dugdalei Forster & Platnick, 1985